# سبيلرهاوس 3
سبيلرهاوس 3 (بالإنجليزية: Splatterhouse 3)‏ ، هي الجزء الثالث من سلسلة ألعاب سبيلرهاوس، أنتجت من قبل شركة نامكو بتاريخ 18 مارس سنة 1993م، وتبعها الولايات المتحدة الأمريكية بعدها بيوم، وتعد الجزء الأخير من هذه السلسلة قبل إظهارها مجددا سنة 2010م، أي بعد عقدين من الزمان.

## وصلات خارجية
معلومات عن لعبة سبيلرهاوس 3 في موقع موبي جيمز.